# Gioacchino Lauro
Gioacchino Lauro (Piano di Sorrento, 30 marzo 1920 – Napoli, 1º maggio 1970) è stato un politico, armatore e dirigente sportivo italiano.

## Biografia
Primo dei tre figli dell'armatore Achille Lauro, fu a sua volta armatore della Flotta Lauro. Fu interdetto dal padre dopo che a seguito di investimenti sbagliati, subì perdite economiche di circa 7 miliardi di lire. Morì prematuramente il 1º maggio 1970.

## Attività politica
Eletto nelle liste del Partito Monarchico Popolare, fu deputato dal 1958 al 1970, nella III, IV e V legislatura della Repubblica Italiana. Fu anche sindaco di Sorrento dal 1963 al 1968.

## Dirigente sportivo
Fu presidente della Società Sportiva Calcio Napoli dal 27 gennaio 1967 all'8 luglio 1968.